# هادلی، سافک
longitudeهادلی، سافکlatitudeهادلی، سافک
هادلی، سافک (به انگلیسی: Hadleigh, Suffolk) یک شهرک در بریتانیا است که در انگلستان واقع شده‌است.

## خصوصیات
هادلی ۸٬۲۵۳ نفر جمعیت دارد.